# Britta Lamrin
Britta Justina Lamrin, född 7 oktober 1899 i Enköping, död 9 december 1996, var en svensk målare, konsthantverkare och kåsör. 
Hon var dotter till skräddaren Elof Nilsson och Ida Justina Andersson och från 1925 gift med faktorn Albert Lamrin (1900–1973). Hon studerade vid Tekniska skolan i Stockholm 1914–1915 och praktiserade och arbetade därefter som kartritare. Hon blev heltidskonstnär 1928 och studerade konst vid Edward Berggrens målarskola i Stockholm 1931–1932 samt under vistelser i Paris där hon bland annat studerade för Jean Deyrolle och William Waller vid Académie Montmartre 1952–1954. Separat ställde hon ut på Josefssons konsthall 1937 och på Lilla ateljén 1945 och hon medverkade i samlingsutställningar på Liljevalchs konsthall och Galleri S:t Lucas i Stockholm. Hennes konst består av blomsterstilleben figurkompositioner, porträtt, landskap och dekorativa målningar i affärs- och offentliga lokaler. Hon medarbetade under signaturen Fru Britta med kåserier i Morgon-Tidningen. Britta Lamrin är gravsatt i minneslunden på Skogskyrkogården i Stockholm.